# Sawielly Tartakower
Sawielly Grigorevitsj Tartokower (Russisch: Савелий Григорьевич Тартаковер) (Rostov aan de Don (Rusland), 22 februari 1887 - Parijs, 4 februari 1956) was een Pools/Franse schaker. Zijn naam wordt ook wel gespeld als Savielly Grigorievitch Tartakower, Savellij Tartakover, Xavier Tartakower en andere varianten.

## Biografie
Tartakower was van Oostenrijks-Poolse komaf.
Rond zijn tiende leerde hij het schaken van zijn vader. In 1899, op veertienjarige leeftijd, vertrok hij naar Wenen waar hij het examen gymnasium deed in 1904. Hem werd de schaakmeestertitel toegekend in 1906, toen hij in Neurenberg als nummer een eindigde in een internationaal toernooi met vijftig deelnemers. In 1909 promoveerde hij tot doctor in de rechten aan de universiteit van Wenen. Wenen was in die tijd de schaakhoofdstad van Europa; de Wiener Schachklub was een beroemde en toonaangevende schaakvereniging waar hij veel sterke schakers leerde kennen. Hij stond bekend als een eerlijk man, maar met een opvliegend karakter. 
Uit Polen vertrok hij op latere leeftijd naar Frankrijk. Tartakower maakte twee wereldoorlogen mee, in de eerste raakte hij gewond. Vanaf 1924 woonde hij in Parijs, waar hij erelid werd van verscheidene Franse schaakverenigingen.. In WO II diende hij als luitenant onder Charles de Gaulle.
In 1950 begon de FIDE met de officiële regulering van schaaktitels. Aan Tartakower, die allang informeel als grootmeester werd gezien, werd "op grond van prestaties uit het verleden" de titel grootmeester (IGM) verleend.

## Toernooien en matches

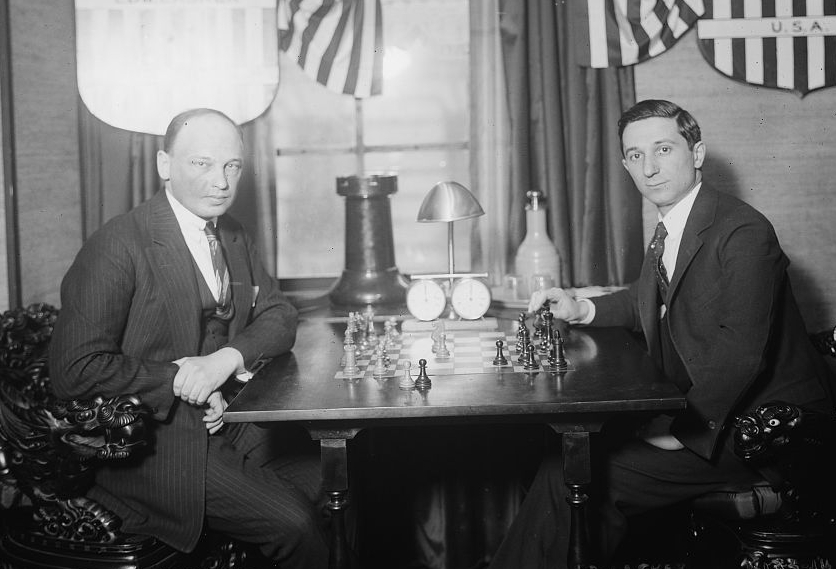
Tartakower tegen (New York, 1924)

Hij behaalde vele toernooioverwinningen, waaronder:
- Wenen, 1905 en 1923, eerste plaats.
- Gent 1926, eerste plaats
- Bad Niendorf 1927, waar hij gedeeld eerste werd met Nimzowitch.
- Hastings 1926 en 1927, eerste plaats. In 1924 werd hij gedeeld eerste met Maróczy.
- Londen 1927, waar hij gedeeld eerste werd met Nimzowitch. Andere deelnemers waren onder meer Bogoljubow, Vidmar, Marshall, Colle, Réti, Sir G. Thomas en Yates.
- Parijs 1929, eerste plaats
- Nice 1930, eerste plaats
- Luik 1930, eerste plaats. Deelnemers waren onder meer Nimzowitch, Rubinstein, Marshall, Colle en Sultan Khan,
- Hoogovenstoernooi 1949, eerste plaats.

Naast toernooioverwinningen won hij ook matches tegen Spielman, Réti, Lilienthal en Paul Johner.
Kort na de Tweede Wereldoorlog speelde Tartakower in Rotterdam bij Lever Brothers & Unilever (thans Unilever) een simultaanwedstrijd tegen ruim dertig schakers. In december 1931 speelde hij, ook in Rotterdam, een vierkamp; andere deelnemers waren Colle, Landau en Rubinstein. Tartakower eindigde toen als 3e met 2½ uit 6.

## Schaaktheorie
De schaakwereld heeft hij met talrijke nieuwe ideeën verrijkt. Hij speelde bij voorkeur onbekende openingsvarianten, meestal met succes. Hij was een groot kenner van de theorie van het eindspel.
Naast een twintigtal varianten verdeeld over een groot aantal openingen is hij de naamgever van de Tartakowervariant, een subvariant van het Stauntongambiet in de Hollandse verdediging:
1.d4 f5, het Hollands
2.e4 fe, het Stauntongambiet, aangenomen
3.Pc3 Pf6
4.g4 (zie diagram)

## Aforismen
Tartakower stond bekend om zijn schaakaforismen, zoals
- "Het is altijd beter de stukken van de tegenstander te offeren."
- "De tacticus moet weten wat te doen als er wat te doen valt; de strateeg moet weten wat te doen als er niets te doen valt."
- "Een schaakpartij is gewoonlijk een sprookje van duizend-en-één fouten."
- "Degene die de een na laatste fout maakt wint."

## Journalistiek
Naast schaken hield Tartakower zich bezig met schaakjournalistiek; hij schreef voor vele schaakperiodieken, onder meer de Wiener Schachzeitung, Les Cahiers de l'Echiquier Français, Rotterdams Schaaknieuws en The Chess Review, wat hem de bijnaam kampioen der schaakjournalisten gaf.